# 4258 Ryazanov
4258 Ryazanov (1987 RZ2) là một tiểu hành tinh vành đai chính được phát hiện ngày 1 tháng 9 năm 1987 bởi L. G. Karachkina ở Đài vật lý thiên văn Crimean.
The asteroid được đặt tên sau tên the Russian film director Eldar Ryazanov.